# Prodiplous
Prodiplous is een geslacht van kevers uit de familie van de loopkevers (Carabidae). De wetenschappelijke naam van het geslacht is voor het eerst geldig gepubliceerd in 2006 door Zamotajlov & Sciaky.

## Soorten
Het geslacht Prodiplous is monotypisch en omvat slechts de volgende soort:
- Prodiplous businskyi (Casale & Sciaky, 2003)